# Anyphaenoides foreroi
Espèce
Anyphaenoides foreroi est une espèce d'araignées aranéomorphes de la famille des Anyphaenidae.

## Distribution
Cette espèce est endémique du département de Vaupés en Colombie,. Elle se rencontre vers Taraira.

## Description
Le mâle holotype mesure 7,75 mm.

## Étymologie
Cette espèce est nommée en l'honneur de Dimitri Forero.

## Publication originale
- Martínez, Brescovit & Martínez, 2018 : Five new species of the ghost spider genus Anyphaenoides Berland from Colombia (Araneae: Anyphaenidae: Anyphaeninae). Zootaxa, no 4425(2), p. 357-371.